# Celino Dias
Celino Dias (Rio de Janeiro, 2 de Fevereiro de 1961) é um intérprete de samba-enredo brasileiro, com passagens por diversas escolas, inclusive do Grupo Especial do Rio de Janeiro, seja apoio ou oficial. além de já ter sido presidente da ala de compositores. É tio do também intérprete Emerson Dias.

## Carreira
Cria da escola de samba Lins Imperial, aonde iniciou-se através de seu pai então presidente da escola. Celino iniciou-se como intérprete de samba-enredo por acaso. quando o intérprete da Lins era então Rico Medeiros, onde não pôde cantar, devido a problemas. aí então como compositor, entrou de última hora, inclusive até interpretando quando esta escola esteve pela última vez, no Especial. após isso, teve uma passagem pela Império da Tijuca. retornando a Lins Imperial, e sendo apoio de Quinho, no Salgueiro. além de ter voltado a cantar pela Império da Tijuca. depois foi-se para Tradição, onde passou-se a ser mais conhecido. ficando na escola do Campinho, por três carnavais.
A partir daí, Celino passou a ter a dupla função: no Salgueiro. como apoio no carro de som e como presidente da ala de compositores da própria agremiação, aonde ficou por cinco anos. Além de ter voltado à Lins Imperial, pelo qual esteve nos anos de 2007 e 2008
. No ano seguinte, teve uma passagem como intérprete da Santa Cruz. Em 2010, mudou-se para Unidos da Tijuca, para novamente ser apoio no carro de som, e nesse mesmo ano, quando voltaria a ser cantor da Lins, aceitou uma proposta maior da Inocentes, aonde foi cantor principal. em 2012, tinha acertado com a Ilha do Mardurque, mas acabou sendo trocado de última hora. Ainda esse ano gravou o samba da Unidos da Major Gama. No ano de 2013, além de continuar como apoio da Unidos da Tijuca, esteve como intérprete da Caprichosos, no quarteto que comanda o carro de som e de ser produtor musical da escola. não renovando após o carnaval desse ano.
No ano de 2018, foi pra Viradouro, onde atuou como apoio do carro de som por 5 anos e, posteriormente, foi um dos autores do samba-enredo da escola para o carnaval de 2024. Após seis anos fora do microfone oficial, Celino Dias retornou cantor principal da Tradição e da novata Guerreiros Tricolores, que estreia no carnaval 2020.

## Títulos e estatísticas
|                  | Campeão        | Vice | Terceiro |
| ---------------- | -------------- | ---- | -------- |
| Primeira Divisão | —              | —    | 2007     |
| Segunda Divisão  | 1989           | —    | —        |
| Terceira Divisão | 1986 2007 2020 | —    | —        |